# Troy, Texas
Troy är en ort i Bell County i delstaten Texas, USA.